# Iñigo Churruca
Iñigo Churruca es un directivo y banquero nacido en Madrid el 6 de marzo de 1964. Actualmente es el director general de Grupo ING.

## Formación
Licenciado en Derecho en 1987 por la Facultad de Derecho (ICADE) y en Empresariales en 1988 por la Facultad de Ciencias Económicas y Empresariales (ICADE).
Especialización en Corporate Finance, London Business School.

## Trayectoria profesional
Trabajó en 1988 y 1989 en el Banco del Progreso. Y desde 1989 hasta 1995 desarrollos su actividad en Baring Brothers, entre Madrid y Londres. Donde ocupó el cargo de Responsable de la oficina de España.
Iñigo Churruca es director general de ING Commercial Banking, un área de negocio perteneciente a ING BANK Spain & Portugal, parte del Grupo ING. Además, es Presidente de la Fundación Junior Achievement España y Miembro de la Junta Directiva de la Asociación Española de Fundaciones.
En 1995, Iñigo Churruca pasó a formar parte del equipo de ING tras la compra de Baring Brothers. Un año más tarde, asumió la responsabilidad de las actividades de banca de inversión en España. Desde 2007, dirige todas las actividades de banca Corporativa de ING en España y Portugal.
En el año 2012 asumió su cargo como Presidente de la Fundación Junior Achievement España, parte de Junior Achievement Worldwide, la mayor organización educativa sin ánimo de lucro que existe en el mundo. Además, en el 2013 se convirtió en Miembro de la Junta Directiva de la Asociación Española de Fundaciones, una asociación privada e independiente que agrupa a fundaciones españolas diversas para trabajar en beneficio del sector fundacional.

## ING Commercial Banking
ING Commercial Banking comenzó sus operaciones bancarias en España en 1982,  ofreciendo servicios a clientes corporativos, instituciones financieras y fondos de inversión, enfocados fundamentalmente en cuatro áreas: financiación a largo plazo, gestión del circulante, mercados de capitales y asesoramiento financiero. A través de estos servicios ofrece apoyo nacional a empresas extranjeras e internacional a las empresas españolas. ING Commercial Banking ha obtenido un beneficio neto de 1.513 millones de euros en 2014 a nivel global.

## Grupo ING
The International Netherlands Group nació en Holanda hace más de 160 años. Su constitución actual se remonta a 1991 y fue fruto de la fusión de Nationale Nederlanden, la primera entidad aseguradora holandesa, con el NMB Postbank Group.  
Las tres grandes áreas del Grupo ING son el negocio de banca de empresas que ofrece a través de ING Commercial Banking, el de banca minorista y retail que ofrece a través de ING DIRECT y el de seguros a través de Nationale Nederlanden. Emplea a más de 75.000 profesionales y cuenta con más de 48 millones de clientes. 
ING está presente en España a través de ING BANK Spain & Portugal, que integra todas las áreas de negocio de banca de empresas mayorista, minorista y de retail que la entidad ofrece a través de ING Commercial Banking e ING DIRECT. En 2014 registró un beneficio neto de 3.424 millones de euros, un 8,5% más que el año anterior.